# Dan Parks
Daniel Arthur Parks (Hornsby, 26 maggio 1978) è un ex rugbista a 15 australiano internazionale per la Scozia, che ha militato dal 2002 al 2014 in Celtic League in Glasgow Warriors, Cardiff Rugby e ultimamente Connacht; ha rappresentato la Scozia a livello internazionale grazie ad ascendenze familiari dell'Ayrshire.

## Biografia
Nato a Hornsby, nel Nuovo Galles del Sud, Parks cominciò a praticare il rugby a livello giovanile in Australia arrivando a rappresentare il Nuovo Galles del Sud a livello under-21.
Nel settembre 2001 si trasferì in Europa per giocare con la squadra inglese dei Leeds Tykes.
Dopo essere momentaneamente tornato in Australia per giocare con gli Eastern Suburbs di Sydney, nel 2003 Parks ritornò in Gran Bretagna per disputare la Celtic League con gli scozzesi dei Glasgow Warriors.
Durante i 7 anni di militanza nei Warriors realizzò oltre 1000 punti.
Il debutto di Dan Parks con la nazionale scozzese è datato 14 febbraio 2004, quando subentrò dalla panchina nella partita del Sei Nazioni persa 23-10 contro il Galles al Millennium Stadium. Dopo essere divenuto presto il mediano d'apertura titolare, successivamente Parks venne selezionato per disputare la Coppa del Mondo di rugby 2007.
Il 19 aprile 2009 Dan Parks venne sorpreso dalla polizia in guida in stato d'ebbrezza e conseguentemente gli venne sospesa la patente di guida per 18 mesi. Durante questo stesso arco di tempo venne anche escluso dalla nazionale scozzese. Nel 2010 Parks firmò un contratto di 2 anni per giocare con i gallesi di Cardiff, l'anno seguente venne selezionato per la Coppa del Mondo di rugby 2011.
Nel febbraio 2012, in seguito alla critiche dopo un suo calcio intercettato che costò la sconfitta casalinga 13-6 contro l'Inghilterra al Sei Nazioni, Parks annunciò la sua intenzione di volersi ritirare dal panorama internazionale. Nello stesso mese si unì agli irlandesi del Connacht, franchigia con la quale giocò fino al suo ritiro avvenuto nel 2014.